# 渡部和男
渡部 和男（わたなべ かずお）は、日本の外交官。神戸大学大学院教授などを経て、科学技術協力担当特命全権大使や、コロンビア駐箚特命全権大使を歴任。

## 人物・経歴
愛媛県出身。1975年東京大学教養学部卒業。1976年外務省入省。スペイン語研修を受け、在スペイン日本国大使館公使や在アルゼンチン日本国大使館公使などを務めた。
2006年から神戸大学大学院経済学研究科教授、2008年駐パラグアイ特命全権大使に就任。
2011年9月特命全権大使（科学技術協力担当）。2012年2月兼国連行財政問題担当。2011年に三田共用会議所で開催された第11回日伊科学技術協力合同委員会で議長を務めた。2012年の第14回日中科学技術協力委員会では、共同議長を務め、210件の日中科学技術プロジェクトを確認した。
2012年9月駐コロンビア特命全権大使に就任。2016年4月龍谷大学法学部客員教授。

## 同期
- 齋木昭隆（13年外務事務次官・12年外務審議官（政務）・11年駐印大使・08年外務省アジア大洋州局長）
- 鶴岡公二（13年内閣官房審議官兼TPP政府対策本部首席交渉官・12年外務審議官（経済）・10年外務省総合外交政策局長）
- 兒玉和夫（13年OECD大使・外務省研修所長・10年国連大使（次席）・08年外務報道官）
- 木寺昌人（12年駐中国大使・内閣官房副長官補）
- 國方俊男（13年北極担当大使・11年駐チェコ大使）
- 小菅淳一（11年駐ヨルダン大使・06年駐アフガニスタン大使）
- 高田稔久（13年沖縄担当大使・駐ケニア兼ソマリア兼エリトリア兼セーシェル兼ブルンジ大使・10年駐ケニア大使）
- 福川正浩（11年駐ペルー大使）
- 田尻和宏（13年駐パラオ大使）
- 篠田研次（12年駐フィンランド大使）
- 高橋邦夫（11年駐ネパール大使・09年駐スリランカ兼モルディブ大使）
- 久枝譲治（11年駐オマーン大使）
- 加茂佳彦（12年駐アラブ首長国連邦大使）
- 西宮伸一（12年中国大使・10年外務審議官（経済））
- 大塚聖一（12年駐レバノン大使）
- 高瀬康夫（12年駐ジャマイカ兼ベリーズ兼バハマ大使・09年駐トンガ大使）
- 小泉崇（12年駐ブルガリア大使）
- 東博史（13年駐ポルトガル大使・10年駐モーリタニア大使）
- 長内敬（09年駐ラトビア大使）
- 今井治（13年国際テロ対策・組織犯罪対策協力担当兼サイバー政策担当兼安保理非常任理事国選挙及び安保理改革（中南米諸国）担当大使・12年国際テロ対策・組織犯罪対策協力兼サイバー政策担当大使・09年駐エクアドル大使）
- 細谷龍平（13年駐マダガスカル大使）
- 山本啓司（12年駐ルーマニア大使・11年査察担当大使・駐カメルーン大使）
- 塚原大貮（12年駐ベナン大使）
- 川上公一（12年外交記録公開担当大使・09年駐レバノン大使）